# 楠本柊生
楠本柊生（1972年1月5日—2021年11月29日）是日本的導演、劇作家、編劇、演員。身高171公分。
以「第14帝國」的帝國ゲンスイ（元帥）的身分，在過去14年間負責導演、劇本、主演的工作，建立了在一般的戲劇中所少見的新的戲劇手法。
其發揮角色特性的演出與如同拼圖般的緻密腳本廣受認同，近年來結合了視覺系樂團、演員、藝人、摔角手等，進行超越他們各自領域的新型態合作搖滾音樂劇。
現在於NHK教育電視台「天才兒童MAX」擔任キャプテン9×9（クック）角色作為固定班底演出中。另外也在CBC電台中主持經常性的節目。

## 經歷
- YURAサマ・ゲンスイ・メタルのアラジンとスターオーシャンの秘宝シリーズ
- YURAサマ・ゲンスイ・メタルの悪魔城DORAKYURAサマシリーズ

## 相關項目
- 天才兒童MAX
- 吉田メタル
- 劇団☆新感線

## 外部連結
- 帝都第1放送
- CBCラジオ　週刊ゲンスイ
- CBCラジオ　Netも週刊ゲンスイ